# Вождь червоношкірих
«Вождь червоношкі́рих» (англ. The Ransom of Red Chief, дослівно «Викуп за вождя червоношкірих») — гумористична новела американського письменника О. Генрі, вперше надрукована в журналі «The Saturday Evening Post» в 1907 році. У 1910 році увійшла до збірки «Коловороти» (англ. Whirligigs), яка була видана у видавництві Doubleday, Page & Company.
У новелі йдеться про викрадення двома шахраями хлопчика з метою викупу. Проте хлопчик своїми витівками скоро змушує викрадачів пожалкувати про скоєне.

## Сюжет
Дія новели відбувається в містечку Поплар-коув і його околицях, що в американському штаті Алабама. Шахрай Сем розповідає як він, гостро потребуючи зі своїм товаришем Біллом грошей, задумали викрасти дитину й вимагати за неї викуп. Отож, вони викрали підлітка Джонні — сина впливового провінційного городянина Ебенезера Дорсета, сховали хлопця в печері у лісі, а батькові зібралися відправити листа з вимогою викупу в 2000 доларів.
Однак хлопчисько, який називав себе Вождем Червоношкірих, сприйняв усе це за гру, він вважав, що потрапив у цікаву пригоду та зовсім не прагнув повернутися додому. Викрадачі вирішили знизити суму викупу до 1500 доларів. Сем, написавши листа, вирушив відправити його Ебенезеру, а Білла лишив з Джонні. У Поплар-коув він почув про зникнення дитини та вкинув листа в поштову скриньку. Повернувшись до печери, Сем знайшов Білла, який зізнався, що прогнав хлопця, бо вже не міг терпіти його постійні запитання. До того ж Вождь Червоношкірих змусив викрадача гратися в коня.
Проте хлопчик і не думав іти й повернувся до Сема з Біллом з відповіддю від батька. Містер Дорсет не лише відмовлявся платити викуп, але й пропонував «двом лиходіям» самим заплатити йому 250 доларів за те, що він забере Джонні додому. В довершення всього виявилося, що передавати дитину необхідно лише вночі, щоби сусіди цьому не перешкоджали. Сем із Біллом погодилися.
Сем завершує розповідь тим, що Ебенезер гарантував потримати хлопчиська біля себе хвилин десять. Чим викрадачі скористалися, щосили кинувшись навтьоки.

## Екранізації
Новела неодноразово екранізувалася в США та в інших країнах як у вигляді окремих фільмів, так і в складі збірок кіноновел.
- «Викрадення вождя червоношкірих» (англ. The Ransom of Red Chief) (Edison Manufacturing Company, 1911)[2]
- «Вождь червоношкірих та інші…» (англ. O. Henry's Full House) (XX Century Fox, 1952)[3]
- «Викрадення вождя червоношкірих» (англ. The Ransom of Red Chief) (NBC, 1959)[4]
- «Ділові люди» (Мосфільм, 1962)[5]
- «Чортеня з пухнастим хвостом» (мультфільм, Мульттелефільм, 1985)[6]
- «Безжальні люди» (англ. Ruthless People) (Touchstone Pictures, 1986)
- «Викрадення вождя червоношкірих» (англ. The Ransom of Red Chief) (Hallmark Entertainment, 1998)[7]
- «Маски в криміналі», 2000
- «Маша та Ведмідь — З вовками жити…» (мультфільм, «Анімаккорд», 2010)
- «Вождь різношкірих» (комедія, сімейний, 2012)

## Вплив
Після виходу новели та її екранізацій сюжет про викрадачів, змушених заплатити за те, щоб повернути викраденого додому, отримав велике поширення в кінематографі та художній літературі. Подібно іншим роботам О. Генрі, «Вождь червоношкірих» став звичною культурною метафорою. Телесеріали, особливо для дітей, часто показують епізоди, засновані на цій ідеї; прикладами може слугувати персонажка Перфума з мультсеріалу «Ші-Ра: Могутня принцеса» або Лоїс Лямур в діснеївському серіалі «Дива на обертасах» (в епізоді під заголовком «The Ransom of Red Chimp») або ж фільм «Денніс-мучитель» (фільм).
Книга була двічі адаптована в Радянському Союзі — вона вийшла у вигляді екранізації, фільм «Ділові люди» Леоніда Гайдая та антропоморфічний пародійний мультфільм, названий «Чортеня з пухнастим хвостом». Цей сюжет послугував основою епізоду «З вовками жити…» мультиплікаційного серіалу «Маша та Ведмідь».